# Gillian Anderson
Gillian Leigh Anderson (sinh ngày 9 tháng 8 năm 1968) là nữ diễn viên người Mỹ.
Cô bắt đầu sự nghiệp của mình trong nhà hát, và trở nên nổi tiếng toàn thế giới với vai diễn Đặc vụ Dana Scully trong series phim truyền hình Mỹ The X-Files. Trong suốt 9 phần của bộ phim, Gillian nhiều lần được đề cử và đã giành giải Emmy, giải Quả cầu vàng và giải của Screen Actors Guild. Ngoài ra cô còn tham gia một số bộ phim điện ảnh như: The House of Mirth (2000), The Mighty Celt (2005), The Last King of Scotland (2006), Straightheads (2007) và hai bộ phim điện ảnh X-Files: The X-Files - Fight the Future (1998) và The X-Files: I Want to Believe (2008). Anderson được đề cử cho giải BAFTA, giải Emmy và giải Quả cầu vàng cho vai diễn Lady Dedlock trong bộ phim truyền hình Bleak House (2005) của BBC.

## Tuổi trẻ
Anderson được sinh ra tại Illinois, Chicago. Mẹ của cô là Rosemary Anderson, một nhà phân tích máy tính, còn bố cô Edward Anderson sở hữu một công ty chuyên về hậu kì phim ảnh. Không lâu sau khi được sinh ra, gia đình Anderson chuyển đến sống tại Puerto Rico trong vòng 15 tháng, 5 năm tiếp theo sống tại Roseberry Gardens, Crouch End, và cuối cùng chuyển đến Albany Road, N4, Bắc London. Khi Gillian được 11 tuổi, gia đình cô chuyển một lần nữa đến Grand Rapids, Michigan. Cô học tiểu học tại Fountain Elementary, trung học City High-Middle School - một chương trình dành cho học sinh năng khiếu liên quan đến Nhân văn học và tốt nghiệp vào năm 1986.
Vì đã từng sống ở Anh, lại có chất giọng đặc chất Anh, Gillian bị chế nhạo và cảm thấy lạc lõng. Cô học và nhanh chóng thành thục ngữ âm vùng Trung-Tây Hoa Kỳ. Cho đến ngày nay, Gillian có thể nói được nhiều giọng, phù thuộc vào vị trí của mình. Ví dụ, cô nói giọng Mỹ trong một cuộc phỏng vấn với Jay Leno, nhưng lại nói giọng Anh trong cuộc phỏng vấn với Michael Parkinson. Cô xỏ khuyên mũi vào đầu những năm 1980, và nhuộm tóc nhiều màu, trong khi màu tóc tự nhiên của cô là màu vàng. Tại trường trung học, Gillian được bạn bè cùng lớp bầu chọn là "Quái đản nhất," "Hề của lớp," "Người sẽ bị hói sớm nhất," và "Người sẽ bị bắt đầu tiên." Đúng như lời dự đoán cuối cùng, cô đã bị bắt quả tang khi đang cố trét keo dán vào ổ khóa trên cách cánh cửa trong trường học, vào đêm tốt nghiệp. Cô đã bị tạm giữ sau đó.
Gillian có hứng thú với sinh vật biển, nhưng bắt đầu diễn xuất trong những năm đầu tại trường trung học, sau đó là các nhà hát cộng đồng, và là thực tập sinh tại Grand Rapids Civic Theatre & School of Theatre Arts. Cô học tại The Theatre School tại DePaul University, Chicago (trước đây là Goodman School of Drama), nơi mà cô đã tốt nghiệp cử nhân Bachelor of Fine Arts vào năm 1990. Cô cũng tham gia vào chương trình mùa hè của Nhà hát Quốc gia của Vương quốc Anh (National Theatre of Great Britain) tại Đại học Cornell.

## Sự nghiệp
Năm 20 tuổi, Gillian chuyển đến New York. Cô từng làm phục vụ bàn để kiếm tiền gây dựng sự nghiệp. Cô bắt đầu sự nghiệp với vở kịch của Alan Ayckbourn, Absent Friends tại Manhattan Theatre Club. Năm 1990-1991, cô đã giành được giải "Newcomer" của Theatre World.
Năm 1992, Gillian chuyển đến Los Angeles, và dành một năm để thử vai. Dù từng tuyên bố không bao giờ làm truyền hình, nhưng cô đã thay đổi ý kiến sau khi bị mất việc. Vào năm 1993, Gillian đóng vai khách mời trong Class of '96 của Fox Network.
Cùng với đó, cô được gửi kịch bản thử vai cho bộ phim truyền hình The X-Files ở tuổi 24. Cô quyết định thử vai vì "lần đầu tiên trong một thời gian dài, có kịch bản với hình tượng vai nữ chính mạnh mẽ, độc lập, thông minh". Nhà sản xuất Chris Carter muốn tuyển Gillian, nhưng FOX lại muốn một nữ diễn viên đã tiếp xúc với truyền hình trước đó và hấp dẫn hơn, nhưng Chris đã kiên quyết bảo vệ ý kiến của mình. Cuối cùng, Gillian đã được chọn đóng vai nữ đặc vụ FBI Dana Katherine Scully. Bộ phim gồm 9 phần, kéo dài trong vòng 9 năm, với 202 tập, quay chủ yếu tại Vancouver và LA. Ngoài ra cô còn tham gia 2 bộ phim điện ảnh X-files vào năm 1998 và 2008. Cùng với vai diễn Dana Scully của mình, Gillian đã giành được một giải Emmy, một giải Quả cầu vàng và hai giải Screen Actors Guild dành cho "Nữ diễn viên chính xuất sắc nhất". Trong quá trình làm phim, Gillian đã kết hôn cùng trợ lý chỉ đạo nghệ thuật Clyde Klotz.
Trong thời gian đó, Gillian còn đóng bộ phim The House of Mirth dựa theo tiểu thuyết nổi tiếng cùng tên, và bộ phim tình cảm hài lãng mạn Playing by Heart, lồng tiếng vai Moro cho bộ phim hoạt hình Công chúa Mononoke.
Sau khi The X-Files kết thúc, Gillian có nhiều hoạt động phim ảnh khác nhau, chủ yếu liên quan việc tường thuật phim tài liệu và khoa học. Năm 2005, cô xuất hiện với vai nữ chính Lady Dedlock trong bộ phim truyền hình Bleak house (dựa theo tiểu thuyết cùng tên) và được đề cử giải Golden Satellite, Quả cầu vàng cho vai diễn này.
Năm 2006 và 2007, Gillian xuất hiện trong hai bộ phim Anh: The Last King of Scotland (2006) và Straightheads (2007).
Từ ngày 10 tháng 12 năm 2007 đến ngày 11 tháng 3 năm 2008, Gillian quay phim điện ảnh The X-Files: I Want to Believe. Bộ phim được phát hành vào ngày 25 Tháng 7 năm 2008, DVD phát hành vào ngày 2 tháng 12 năm 2008.
Trong Lawrence Olivier Awards 2010, Gillian Anderson đã được đề cử giải Nữ diễn viên chính xuất sắc nhất với vai diễn Nora năm 2009.
Năm 2011, Gillian đóng vai Giám đốc Tình báo Anh MI7 Pamela (Pegasus) trong bộ phim điện ảnh Johnny English Reborn.

## Đời sống cá nhân

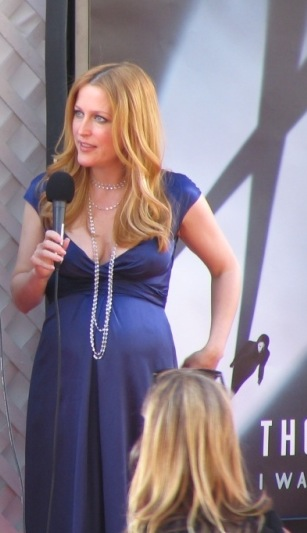
Gillian Anderson bụng bầu tại lễ công chiếu The X-Files: I Want to Believe, 25 tháng 7 năm 2008

Gillian có một em gái - Zoe Anderson, người đã xuất hiện trong vai diễn Dana Scully 14 tuổi trong tập phim "Christmas Carol".
Cô đã hai lần kết hôn, người chồng đầu tiên là Clyde Klotz - trợ lý chỉ đạo nghệ thuật của series The X-files, vào năm 1994, và ly dị vào năm 1997. Tháng 12 năm 2004, cô kết hôn với Julian Ozanne - một nhà làm phim tài liệu tại một ngôi làng ngoài khơi biển Kenya. Họ tuyên bố ly thân vào 21 tháng 4 năm 2006. Từ đó đến nay, Gillian hẹn hò cùng bạn trai hiện tại Mark Griffiths.
Gillian có ba con. Con gái của cô - Piper Maru với người chồng cũ Clyde Klotz, sinh ngày 25 tháng 9 năm 1994, tại Vancouver, Canada (đã được đặt tên cho tập "Piper Maru" của phần 3 The X-files). Cô được nghỉ 10 ngày để sinh con, và sự biến mất của Dana Scully trong series được lý giải như một vụ bắt cóc của người ngoài hành tinh. Chris Carter đã trở thành cha đỡ đầu của Piper. Cô có hai con trai cùng Mark Griffiths là Oscar (sinh ngày 01 tháng 11 năm 2006) và Felix (sinh ngày 15 tháng 10 năm 2008).
Năm 1996, Gillian được bình chọn là "Người Phụ nữ Gợi cảm Nhất Thế giới" do kênh FHM bình chọn. Năm 2008, cô được bình chọn ở vị trí 21 trong 100 người phụ nữ gợi cảm nhất mọi thời đại.